# Osvát Ernő

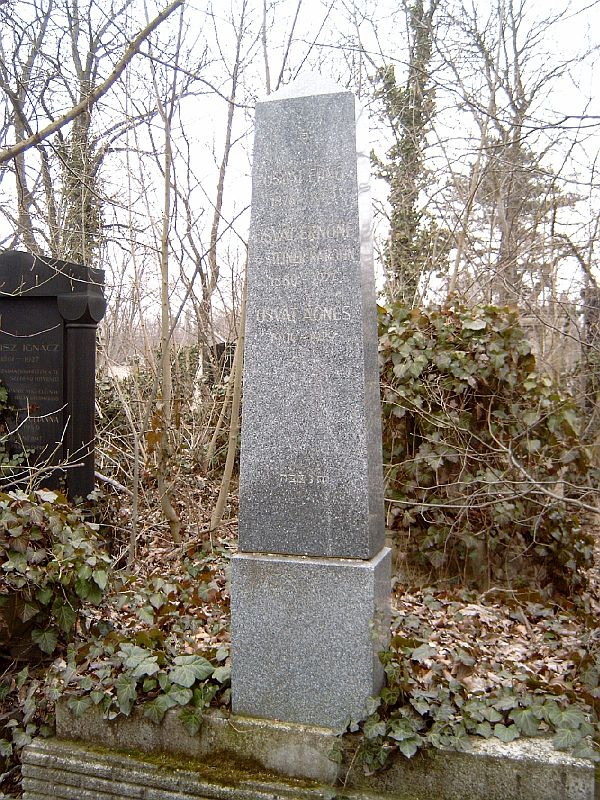
Osvát Ernő sírja Budapesten. Kozma utcai izraelita temető: 15-35-3.

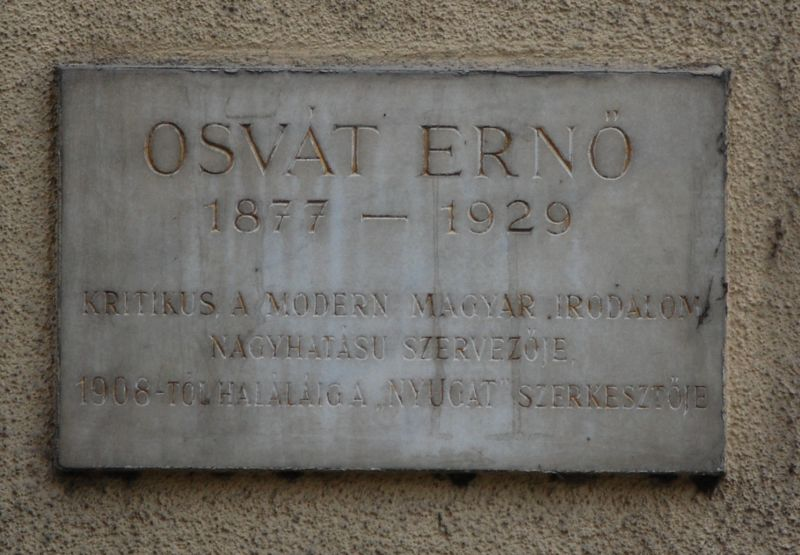
Osvát Ernő-emléktábla Budapesten

Osvát Ernő, születési nevén Roth Ezékiel (Nagyvárad, 1876. április 7. – Budapest, 1929. október 28.) magyar író, újságíró, szerkesztő, irodalomkritikus. 1908–1929 között a Nyugat folyóirat szerkesztője, Osvát Kálmán író testvére.

## Életpályája
Roth Ezékielként született zsidó származású családban, gyermekkorában Nagyváradon, a Brüll-házban lakott. Rövid ideig a nagyváradi jogakadémián tanult. 1895-ben Budapestre költözött, jogásznak készült, hamarosan azonban átiratkozott a bölcsészkarra. Első cikke 1897-ben jelent meg az Esti Újságban. 1898-tól a Budapesti Hírlap közölte irodalmi kritikáit, majd A Hét belső munkatársa lett 1899-től. Az 1900-as években az Új Magyar Szemle munkatársa volt. 1901-ben kísérletet tett egy önálló folyóirat megindítására, de csak az előfizetési felhívásig jutott el. Folyóirat-szerkesztési tervét csak a következő évben, 1902-ben tudta megvalósítani. 1902–1903 között a Magyar Géniuszt szerkesztette. 1905-ben Fenyő Miksával megalapította a rövid életű Figyelő című folyóiratot. Az 1908-ban indult Nyugat munkatársa (első főszerkesztője: Ignotus és Fenyő Miksa), majd főszerkesztője volt. Számos tehetséget fedezett fel (Babits Mihály, Móricz Zsigmond, Illyés Gyula, Németh László stb.). Később szerkesztői szerepe csökkent, s megélhetési gondokkal is küzdött. Otthagyta a Nyugatot, csak a Magyarországi Tanácsköztársaság bukása után lett újból a lap irányítója. Átesett a spanyolnáthán, több veseoperáción. Lánya tüdőbajban halt meg, 1927-ben pedig felesége, Steiner Cornélia öngyilkos lett. Osvát Ernő 1929-ben lánya halála miatti elkeseredésében öngyilkosságot követett el, szíven lőtte magát.
Keveset írt, aforizmái, gyűjteményes kötete csupán halála után jelent meg. Kvalitásérzékével egyedülálló tekintélyt szerzett kortársai körében, ami azóta is mérceként van jelen irodalmunkban. A magyar irodalom – Kazinczy Ferenc mellett – egyik legnagyobb irodalomszervezője, kritikusa volt.

## Emlékezete
- Utolsó lakhelyén, a róla elnevezett, Budapest VII. kerületi Osvát utca 1. sz. házon emléktábla hirdeti: „Osvát Ernő 1877–1929 kritikus, a modern magyar irodalom nagy hatású szervezője. 1908-tól haláláig a Nyugat szerkesztője.”
- Osvát Ernő-díj[3]

## Díjai, elismerései
- Baumgarten-díj (1929)

## Művei
- Az elégedetlenség könyvéből; Kner, Gyoma, 1930 – új kiadása: Helikon, Bp., 1988
- Osvát Ernő összes írásai; sajtó alá rend. Osvát Kálmán; Nyugat, Bp., 1945
- Az elégedetlenség könyvéből. Összegyűjtött írások; Kiss József, Bp., 1995 ISBN 963-85500-0-7
- Aforizmák; utószó Fráter Zoltán; Kiss József, Bp., 2016
- Tessék színt vallani. Osvát Ernő szerkesztői levelezése, 1-2.; sajtó alá rend., tan. Kosztolánczy Tibor és Nemeskéri Erika; Gondolat–OSZK, Bp., 2019